# Nicolaus Michael Oppel
Nicolaus Michael Oppel   (Schönficht, 7 de desembre de 1782 - Múnic, 16 de febrer de 1820) va ser un zoòleg taxònom i embriòleg  alemany.
Com a estudiant va treballar d'ajudant d'André Marie Constant Duméril al Museu Nacional d'Història Natural de França, a França, catalogant i classificant espècies de rèptils.
El 1811 va publicar un llibre titulat Die Ordnung, Familien und Gattungen der Reptilia ALS pròdrom einer Naturgeschichte derselben ("Ordres, famílies i tipus de rèptils") en el qual va establir l'ordre Squamata, les famílies Cheloniidae, Colubridae, i la subfamília Crotalinae, així com diversos gèneres que encara avui estan en ús pels taxònoms.